# Étoile (ballet)
Pour les articles homonymes, voir étoile (homonymie).

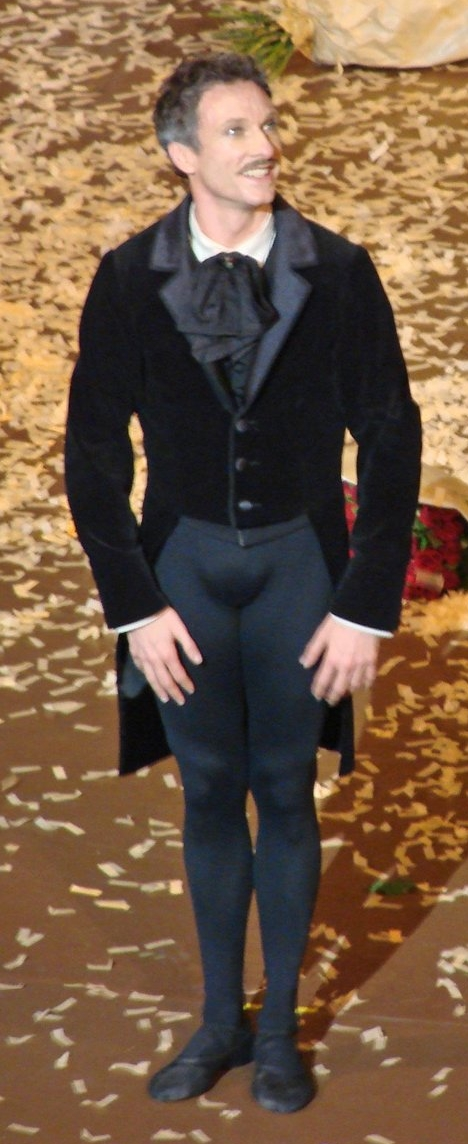
Manuel Legris, une des plus grandes étoiles contemporaines de l'Opéra national de Paris, lors de ses adieux à la scène, le 15 mai 2009. Il était le dernier danseur de la compagnie à avoir été nommé par Rudolf Noureev.

Étoile est le titre suprême accordé aux artistes de la danse dans la hiérarchie du ballet de l'Opéra national de Paris.

## Déroulement
Un danseur est nommé danseur étoile à l'issue d'une représentation sur scène, le plus généralement en tant que premier danseur, plus rarement en tant que sujet.

## Concours de recrutement
La première étape est le concours de recrutement dans le corps de ballet. Le concours de recrutement interne, qui se tient en juillet, est réservé aux élèves de première division de l'école de danse. 
Le concours de recrutement externe est organisé quelques jours après. Celui-ci est ouvert aux élèves de première division de l’école de danse, aux danseurs actuellement en contrat à durée déterminée à l’Opéra de Paris ainsi qu’aux danseurs extérieurs. 
Ainsi, les élèves de l'École de Danse ont deux chances d'être admis au corps du ballet.

## Concours interne de promotion
Le jeune danseur ou la jeune danseuse intègre alors le corps de ballet de l'Opéra de Paris en tant que stagiaire. Réussissant à ce stage d'un an, il devient quadrille et peut passer le concours interne de promotion dans la classe de quadrilles.
Pour atteindre le grade de premier danseur ou de première danseuse, il est obligatoire de participer au moins trois fois au concours interne de promotion de l'Opéra de Paris qui est annuel et attribue les places laissées vacantes par les départs à la retraite ou démission.
En cas de réussite, on gravit les échelons de la hiérarchie du ballet. Le danseur ou la danseuse est promu quadrille, coryphée et sujet à l'issue de ce concours qui se tient en novembre.

## École de danse
Les danseurs du ballet de l'Opéra national de Paris sont en majorité issus de son École de Danse, considérée comme une des meilleures au monde.
Seuls Ludmila Pagliero, Sae Eun Park et Hannah O'Neill n'ont pas suivi la formation dans cette institution.

## Les adieux
Âgé de quarante-deux ans et demi, l'âge de départ à la retraite, le danseur étoile fait ses adieux à la scène.

## Histoire
Apparu en 1895 sous le terme de « sujet étoile », le qualificatif se répand au début du XXe siècle et finit par désigner plus généralement le plus haut grade de la hiérarchie des compagnies de danse.
La première danseuse à être nommée étoile au sein de l'opéra de Paris est Suzanne Lorcia. D'origine sicilienne, elle naquit le 18 décembre 1902 à Paris. Elle étudia la danse auprès de Mariquita et entra à l'École de danse de l'Opéra national de Paris à l'âge de 10 ans où elle fut l'élève de Carlotta Zambelli. Elle fut engagée dans le corps de ballet à 14 ans et elle gravit tous les échelons de la compagnie. Elle fut nommée grand sujet à l'âge de 16 ans et en 1923, alors qu'elle avait toujours ce grade, André Messager lui fit donner le rôle de Djali dans Les Deux Pigeons aux côtés de Carlotta Zambelli et Alberte Aveline. Ce fut son premier grand succès. En 1927, alors qu'elle dansait Soir de fête  à Aix-les-Bains, elle apprit par un télégramme de Jacques Rouché qu'elle était nommée première danseuse. Elle fut promue étoile en juillet 1931, le titre d'étoile n'étant alors pas officiel.
Les premières danseuses à recevoir officiellement le titre d'« étoiles » sont Lycette Darsonval et Solange Schwarz en 1940, tandis que l'année suivante, Serge Peretti est le premier homme à le recevoir.

## Équivalents étrangers
« Étoile » se traduit « principal dancer » ou « principal » dans le monde anglo-saxon. En règle générale, on utilise le terme « principal dancer » en référant au danseur individuel, et le terme « principal » en référant à la catégorie, à l'ensemble du troupe, comme sur les sites « Les artistes du ballet » de l'opéra concerné.
Dans l'espace germanophone, les équivalents sont « Erster Solotänzer » et « Erste Solotänzerin ».
En Italie les termes « primi ballerini » et « primi ballerini assoluti » sont synonymes d'étoiles, « primo ballerino » pour le danseur étoile, « prima ballerina » pour la danseuse étoile. Ces termes existent depuis 1805. Le Teatro alla Scala de Milan utilise les expressions « primo ballerino étoile » ou « prima ballerina étoile ».
Les théâtres impériaux de Russie, dont le théâtre Bolchoï et le théâtre Mariinsky décernent, dès la fin du XIXe siècle, le titre de « prima ballerina assoluta » aux danseuses de talent exceptionnel, Pierina Legnani, Galina Oulanova, Margot Fonteyn, Maïa Plissetskaïa, Carla Fracci. Aujourd'hui, ceux-ci désignent le danseur étoile comme « premier », премье́р, et la « danseuse étoile » comme « ballerine », прима-балери́на,.

## Étoiles actuelles de l'Opéra national de Paris

### Danseuses étoiles
| Etoile              | Date             | Rôle                                |
| ------------------- | ---------------- | ----------------------------------- |
| Dorothée Gilbert    | 19 novembre 2007 | Clara dans Casse-noisette           |
| Amandine Albisson   | 5 mars 2014      | Tatiana dans Onéguine               |
| Léonore Baulac      | 31 décembre 2016 | Odette/Odile dans Le Lac des cygnes |
| Valentine Colasante | 5 janvier 2018   | Kitri dans Don Quichotte            |
| Sae Eun Park        | 10 juin 2021     | Juliette dans Roméo et Juliette     |
| Hannah O'Neill      | 2 mars 2023      | 1ère soliste dans Ballet impérial   |
| Bleuenn Battistoni  | 26 mars 2024     | Lise dans La fille mal gardée       |
| Roxane Stojanov     | 28 décembre 2024 | Paquita dans Paquita                |

### Danseurs étoiles
| Etoile          | Date             | Rôle                             |
| --------------- | ---------------- | -------------------------------- |
| Mathias Heymann | 16 avril 2009    | Lenski dans Onéguine             |
| Germain Louvet  | 28 décembre 2016 | Siegfried dans Le Lac des Cygnes |
| Hugo Marchand   | 3 mars 2017      | James dans La Sylphide à Tokyo   |
| Paul Marque     | 31 décembre 2020 | L'Idole Dorée dans La Bayadère   |
| Marc Moreau     | 2 mars 2023      | 1er soliste dans Ballet impérial |
| Guillaume Diop  | 11 mars 2023     | Albrecht dans Giselle à Séoul    |

## Anciennes étoiles
- Eleonora Abbagnato
- François Alu
- Josette Amiel
- Jean-Paul Andréani
- Carole Arbo
- Patrick Armand
- Cyril Atanassoff
- Albert Aveline
- Jean Babilée
- Jean-Guillaume Bart
- Patrice Bart
- Kader Belarbi
- Jérémie Bélingard
- Claude Bessy
- Jean-Pierre Bonnefous
- Max Bozzoni
- Stéphane Bullion
- Yvette Chauviré
- Isabelle Ciaravola
- Florence Clerc
- Émilie Cozette
- Lycette Darsonval
- Liane Daydé
- Michael Denard
- Patrick Dupond
- Aurélie Dupont
- Jean-Pierre Franchetti
- Fanny Gaïda
- Mathieu Ganio
- Marie-Agnès Gillot
- Isabelle Guérin
- Sylvie Guillem
- Jean Guizerix
- Laura Hecquet
- Laurent Hilaire
- Josua Hoffalt
- Charles Jude
- Dominique Khalfouni
- Attilio Labis
- Geneviève Lafitte
- Françoise Legrée
- Manuel Legris
- Nicolas Le Riche
- Agnès Letestu
- Emma Livry
- Jean-Yves Lormeau
- Monique Loudières
- José Carlos Martínez
- Elisabeth Maurin
- Hervé Moreau
- Claire Motte
- Delphine Moussin
- Clairemarie Osta
- Myriam Ould-Braham
- Ethéry Pagava
- Ludmila Pagliero
- Karl Paquette
- Mickaël Pariente
- Benjamin Pech
- Marie-Claude Pietragalla
- Wilfride Piollet
- Élisabeth Platel
- Noëlla Pontois
- Laetitia Pujol
- Jacqueline Rayet
- Michel Renault
- Alice Renavand
- Wilfried Romoli
- Solange Schwarz
- Claudette Scouarnec
- Marie Taglioni
- Ludmilla Tchérina
- Ghislaine Thesmar
- Nanon Thibon
- Christiane Vaussard
- Christiane Vlassi
- Claude de Vulpian

### Filmographie
- Danseuse étoile (Stage Mother), film américain réalisé par Charles Brabin sorti en 1933.
- Tout près des étoiles. Les danseurs de l'Opéra de Paris, documentaire de Nils Tavernier, 2000, 100 min, produit par Frédéric Bouboulon et Agès Le Pont[9].